# Douglas DC-4E
Dimensions
Le Douglas DC-4E est un prototype d'avion de ligne quadrimoteur, testé par la Douglas Aircraft Company à partir de 1938. Très moderne pour son époque, il se révèle cependant peu viable économiquement et est abandonné au profit du Douglas DC-4, un avion plus simple technologiquement.

## Développement
Le programme est lancé en 1935, après un accord avec United Airlines. Il s'agit de développer un avion beaucoup plus grand que le DC-3 qui n'a pas encore fait son premier vol. L'avion doit transporter 42 passagers et être pressurisé, capacité qui permet de voler à des altitudes élevées, et ainsi de s'affranchir de la météo. Pendant son développement, cet avion est appelé DC-4, c'est seulement après son abandon et le lancement du nouveau programme DC-4 qu'il est rétrospectivement renommé DC-4E (pour Experimental). Boeing développe à la même époque son propre quadrimoteur pressurisé, le Boeing 307. Peu après, Lockheed suivra avec son Constellation.

## Description
L'avion possède un train tricycle. Comparé à un train classique comme celui du DC-3 (avec une roulette de queue), cette conception permet, lorsque l'avion est au sol, de conserver la cabine à l'horizontale ce qui rend plus aisé l'embarquement et le débarquement pour les passagers. L'avion possède d'autres caractéristiques très modernes pour l'époque, comme la pressurisation et les commandes assistées. Le plan de voilure, lui, reste très similaire à celui du DC-3, simplement agrandi. Comme le Constellation, il possède trois dérives. Dans les deux cas, ce choix a été fait pour limiter l'encombrement vertical de l'avion au sol : avec le train tricycle, la queue n'est pas abaissée au niveau du sol, et ce sont des avions très grands pour l'époque. Utiliser trois dérives permet de les construire plus petites, et de rentrer l'avion dans des hangars limités en hauteur. Le DC-4E est motorisé par quatre moteurs radiaux, des Pratt & Whitney R-2180, qui comptent parmi les moteurs les plus puissants alors disponibles, avec 1 450 CV chacun.

## Abandon et vente au Japon
Après avoir tenté en vain de trouver des clients pour son avion, Douglas abandonne le programme. Le prototype est finalement revendu à la Compagnie aérienne impériale japonaise. Peu après son arrivée sur l'archipel, la presse japonaise annonce que l'avion a été perdu par accident dans la baie de Tokyo. Mais il s'agit d'une couverture : le prototype a en fait été transféré à Nakajima qui le démonte pour expertise. Il sert de base à la conception du bombardier Nakajima G5N, qui ne connait pas non plus de succès opérationnel.

## Galerie d'images

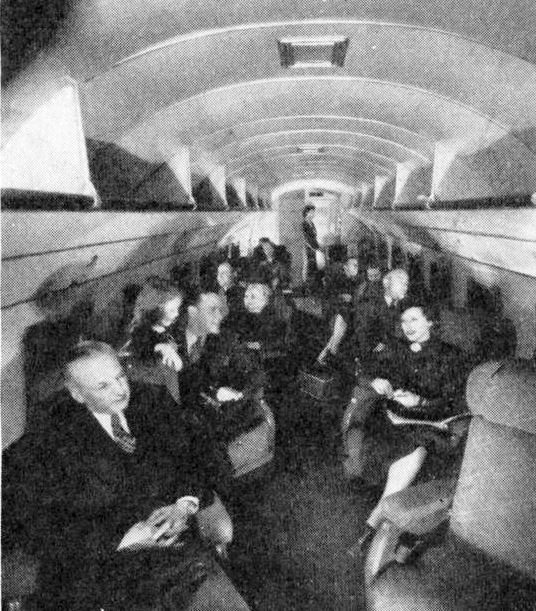
La cabine
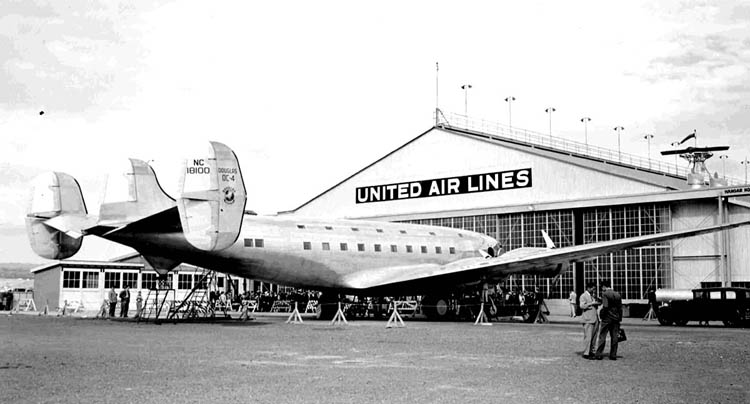
A Oakland, pendant une tournée de promotion
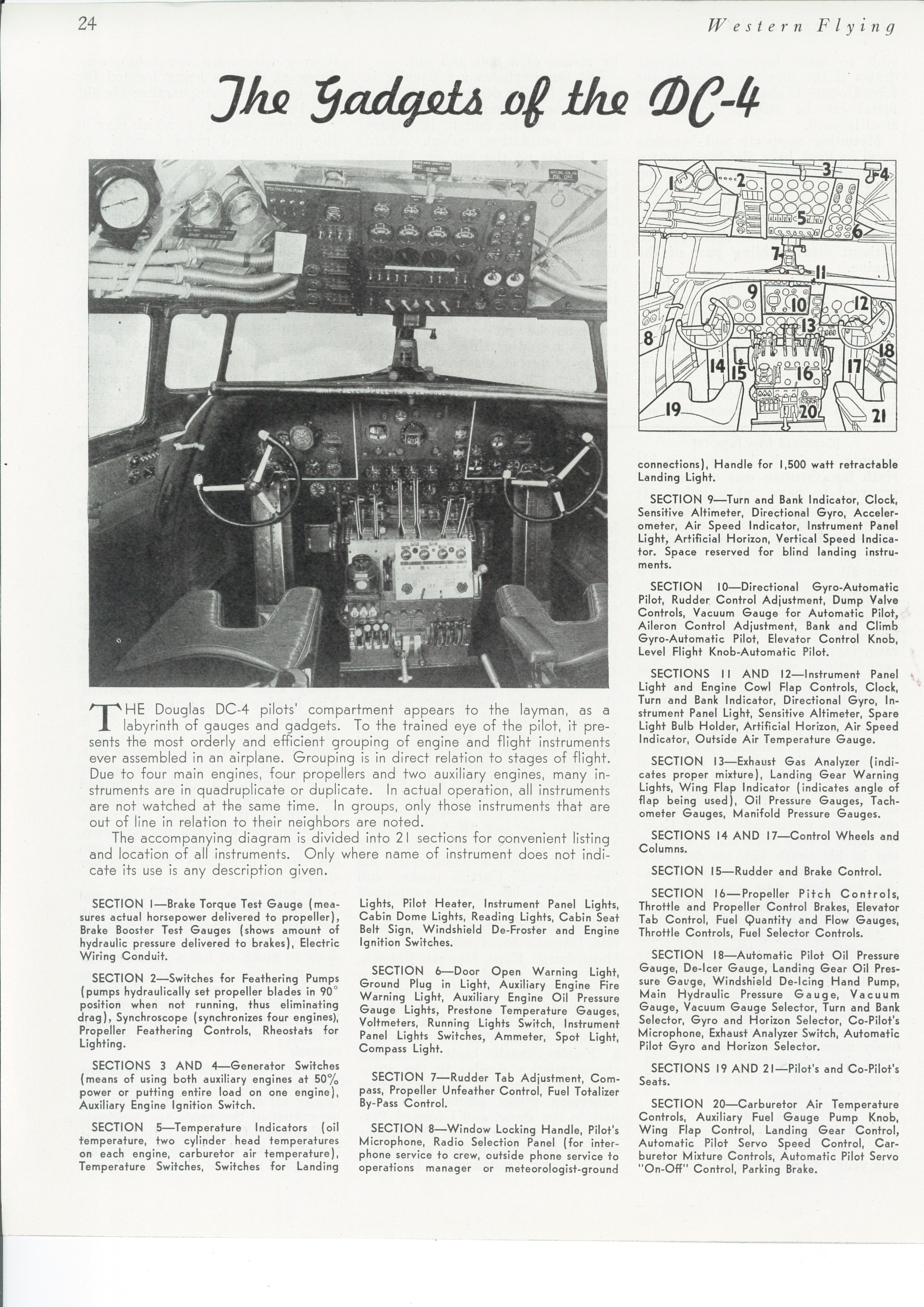
Brochure d'époque.
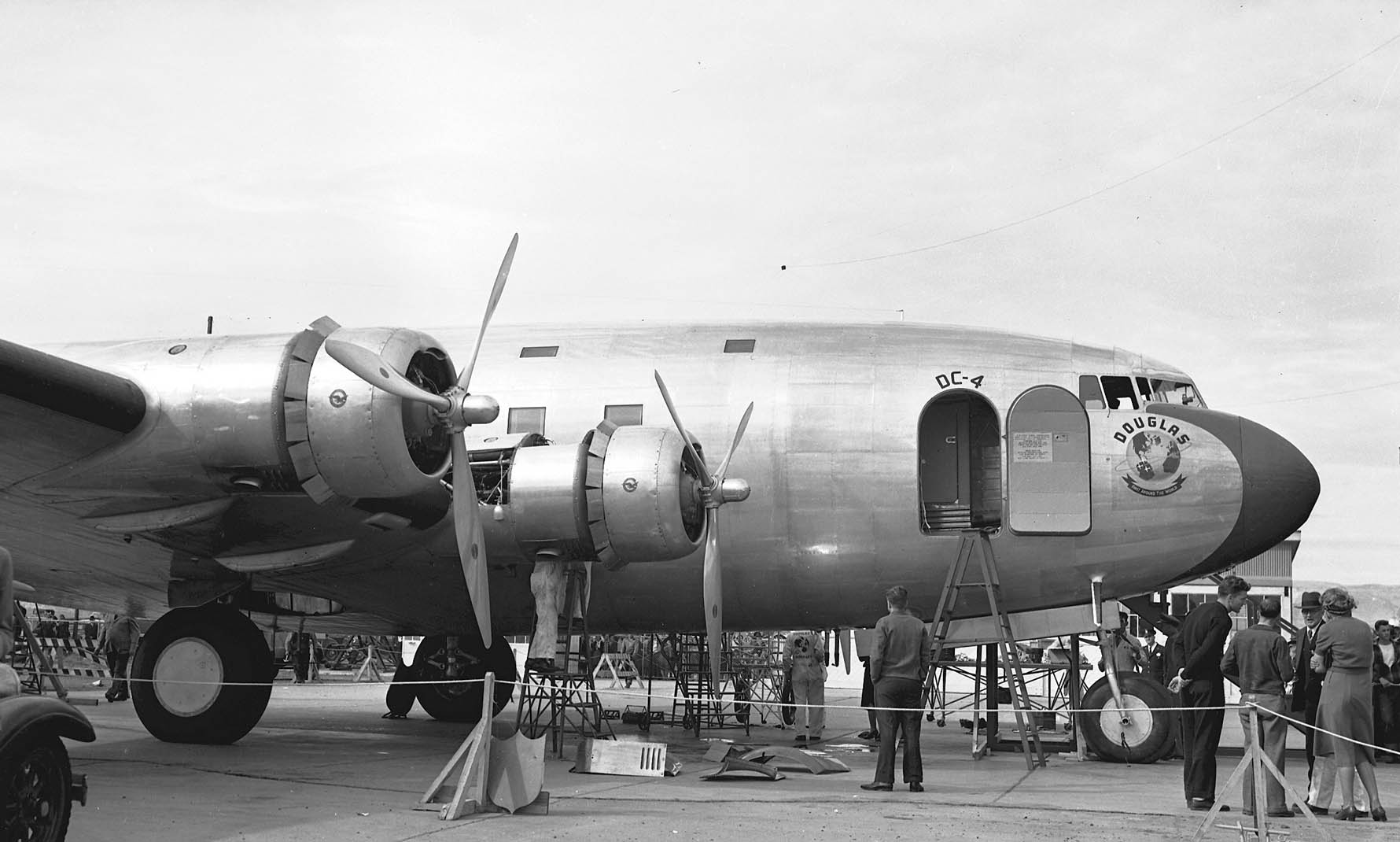
Le nez de l'avion.
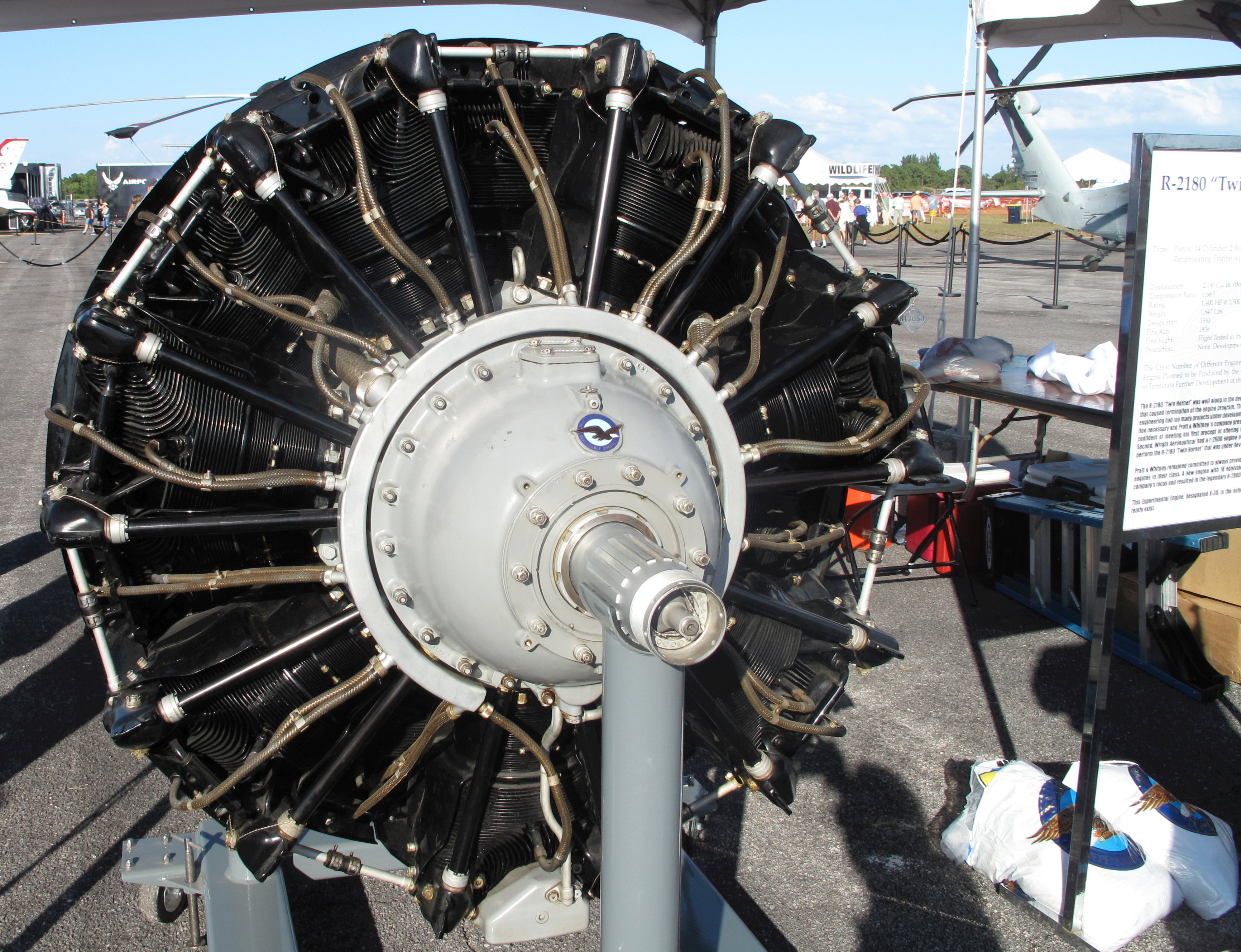
Un Twin Hornet en exposition.